# Bataille de Laing's Nek
Première guerre des Boers
Batailles
- Bronkhorstspruit
- Rustenburg
- Marabastad
- Lydenburg
- Elandsfontein
- Laing's Nek
- Schuinshoogte
- Rooihuiskraal
- Majuba Hill

La bataille de Laing's Nek fut une importante bataille de la première guerre des Boers le 28 janvier 1881.

## Déroulement
Laing's Nek est un col de montagne situé au pied des montagnes du Drakensberg sur la route Newcastle–Standerton au Natal en Afrique du Sud où l'Empire britannique tentait de se frayer un chemin à travers les collines pour secourir leurs garnisons assiégées au Transvaal. La British Natal Field Force, commandée par le major-général George Pomeroy Colley, comptait 1 216 hommes et officiers, dont 150 cavaliers du Mounted Squadron. Les Boers, commandés par le général Joubert étaient au nombre d'environ 2 000 dans les environs, avec environ 400 hommes retranchés sur les hauteurs des environs de Laing's Nek.
La bataille débuta vers 9 h 25 lorsqu'un bombardement lourd de 4 batteries de 9 livres et deux de 7 livres de la British Naval Brigade toucha les positions boers sur la montagne de la Table. 10 minutes plus tard, le gros des troupes britanniques, constitué du 58e Régiment, avancèrent difficilement à travers le terrain accidenté jusqu'au sommet. Plus loin, l'escadre montée chargea les positions boers à proximité de Brownlow's Kop. Mais alors qu'elle approchait du sommet, la cavalerie britannique se trouva sous le feu de Boers cachés en une tranchée sur l'autre versant, et subit de lourdes pertes, ce qui la força à la retraite.
Vers 10 h 30, une fois la menace sur leur flanc écartée, les Boers attaquèrent le 58e Régiment britannique qui progressait sur la montagne de la Table. Vers 11 heures, les Britanniques arrivés au sommet se retrouvèrent sous le feu de Boers retranchés à environ 150 mètres, et perdirent encore des hommes, dont les deux officiers au commandement, le major Hingeston et le colonel Deane qui furent tués. À ce moment, quelques Boers quittèrent leurs positions sur les flancs de Majuba Hill et attaquèrent la Brigade navale près du camp britannique du mont Prospect. Un feu britannique en retour tint les Boers à distance. Vers 11 h 10, deux compagnies des 3/60ème se positionnèrent sur la montagne de la Table pour couvrir la retraite du 58e Régiment et vers midi, la bataille était terminée.
Les Britanniques comptèrent 84 morts, 113 blessés, et 2 prisonniers au cours de ce qui fut considéré comme un fiasco. La plupart des pertes provenaient du 58e Régiment, avec 74 morts et 101 blessés, soit environ 35 % de ses forces. Les Boers n'eurent à souffrir que de 14 morts et 27 blessés.
Ce fut la dernière occasion en laquelle les troupes britanniques emportèrent leurs couleurs au cours d'une bataille. Quatre enseignes furent successivement abattus en brandissant les couleurs du 58e.